# 聖熱訥維耶沃鎮區 (密蘇里州聖熱訥維耶沃縣)
聖熱訥維耶沃鎮區（英語：Ste. Genevieve Township）是位於美國密蘇里州聖熱訥維耶沃縣的一個行政鎮區。

## 地方資料
聖熱訥維耶沃鎮區的面積為329.62平方千米，當中陸地面積為321.32平方千米，而水域面積為8.29平方千米。根據2020年美國人口普查的數據，當地共有人口9586人，而人口密度為每平方千米29.08人。